# Lionel Guterres
Lionel H. Guterres (ur. 7 września 1931 w Szanghaju) – hongkoński hokeista na trawie, uczestnik Letnich Igrzysk Olimpijskich 1964.
Na igrzyskach w Tokio Guterres grał jako zawodnik lewej strony boiska, pod koniec turnieju grał na ofensywniejszej pozycji lewego skrzydłowego. Reprezentował Hongkong we wszystkich siedmiu spotkaniach. Sześć spotkań hongkońscy hokeiści przegrali, tylko jedno zremisowali (1–1 z Niemcami, Guterres strzelił w tym meczu gola, jedynego zresztą na turnieju). Hongkończycy zajęli ostatnie miejsce w swojej grupie i jako jedyna drużyna na turnieju nie odnieśli zwycięstwa. W klasyfikacji końcowej jego drużyna zajęła ostatnie 15. miejsce. 
Guterres był ponadto w składzie Hongkongu na Igrzyskach Azjatyckich 1962 w Dżakarcie, na których drużyna ta osiągnęła szóste miejsce (odpadli w fazie grupowej, w której wygrali tylko z Koreańczykami 2–0).